# هورگرتسهاوزن
هورگرتسهاوزن (به آلمانی: Hörgertshausen) یک شهر در آلمان است که در فرایزینگ واقع شده‌است.